# Freycinetia scabripes
Freycinetia scabripes är en enhjärtbladig växtart som beskrevs av Otto Warburg. Freycinetia scabripes ingår i släktet Freycinetia och familjen Pandanaceae.
Artens utbredningsområde är Filippinerna. Inga underarter finns listade.